# كاي فاغنر
كاي فاغنر (بالألمانية: Kai Wagner)‏ (15 فبراير 1997 في ألمانيا - ) هو لاعب كرة قدم ألماني في مركز الدفاع. لعب مع شالكه 04.

## وصلات خارجية
- كاي فاغنر على موقع الدوري الأمريكي (الإنجليزية)
- كاي فاغنر على موقع قاعدة بيانات كرة القدم.إي يو (الإنجليزية)
- كاي فاغنر على موقع Soccerway.com (الإنجليزية)
- كاي فاغنر على موقع عالم كرة القدم.نت (الإنجليزية)